# Smartrac
Smartrac N.V. is een Nederlandse fabrikant van hoogbeveiligde RFID-inlays. Het is 's werelds grootste leverancier van inlays voor ePaspoorten. Sinds 2006 zijn de aandelen genoteerd aan de beurs van Frankfurt. De participatiemaatschappij One Equity Partners, eigendom van JPMorgan, stemde op 30 augustus 2010 in met de leveraged buyout van Smartrac, waardoor het bedrijf op 19 november 2010 uit de TecDAX-index werd verwijderd.
In november 2019 kondigde Smartrac Technology Group een bindende overeenkomst aan met Avery Dennison Corporation om zijn RFID-transponderactiviteiten te verkopen. De overname werd afgerond in maart 2020.